# Philippe van Lansberge
Philippe van Lansberge, Lansberg ou Landsbergius est un mathématicien et astronome belge, né à Gand le 25 août 1561, mort après 1632 ; il est seigneur de Meulebeke

## Biographie
Fils de Daniel van Lansberge, seigneur de Meulebeke, et de Pauline van den Honigh. Ses parents l'élevèrent dans la religion protestante à laquelle il resta toujours attaché. Il étudia en Angleterre, revint à Gand, puis quitta derechef sa ville natale pour se fixer à Anvers vers 1580. Lorsqu'en 1585, la métropole commerciale retomba sous l'autorité de Philippe II d'Espagne, il abandonna la Belgique pour s'installer aux Pays-Bas, à  Leyden, où il professa comme pasteur puis à Goes puis à Middelbourg, où il exerça la médecine et put surtout se livrer à ses études favorites, les mathématiques et l'astronomie. Il fut l'élève de Simon Stevin à Leyde, et se lia avec Willebrord Snell, qui partageait avec lui la même passion. Il mourut à Middelbourg le 8 novembre 1635 ou le 8 décembre 1632 selon différentes sources (dont Isaac Beeckman), laissant après lui dix enfants. Tallement des Reaux note dans ses historiettes qu'il fut un des rares européens à comprendre l'algèbre de François Viète ; Kepler se sert de ses calculs.
Lansberge fut  partisan des hypothèses de Copernic et de Kepler (dont il n'acceptait pas la forme elliptique des orbites planétaires), ce qui lui valut de multiples désagréments de la part des pasteurs protestants,

## Œuvres
On notera particulièrement : 

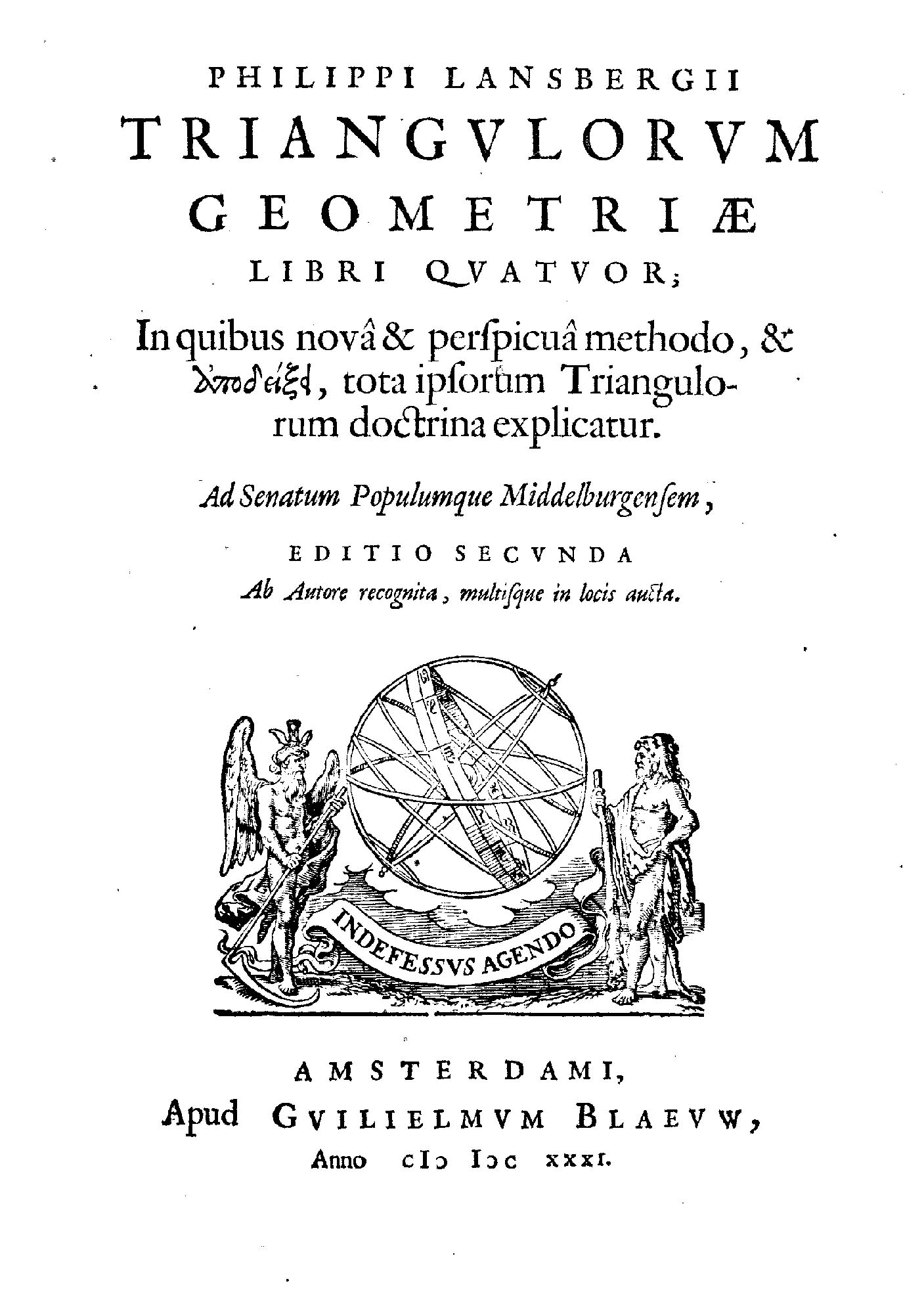
Triangulorum geometriae libri quatuor, 1631

- Opera Omnia ; réunies sous un titre unique daté de 1663. Lalande en possédait un exemplaire et elles ont sans doute influencé Delambre.

Les deux premiers traités des Opera Omnia forment l'œuvre mathématique de Lansberge. Une Trigonométrie rectiligne et sphérique, et une Cyclométrie, les autres traitent du Cadran astronomique, de l'Astrolabe et du Cadran solaire, et donnent des tables astronomiques.
- (la) Progymnasmatum astronomiae restitutae. 1, De motu solis, Middelburg, Zacharias Roman, 1628 (lire en ligne)
- Philippi Lansbergii Tabulae motuum caeleslium perpetuae, parues pour la première fois, en 1632.